# Орра Вайт Гічкок
Орра Вайт Гічкок (англ. Orra White Hitchcock; березень 1796, Емгерст (Массачусетс) — 26 травня 1863, там само) — американська художниця, ботанікиня, ботанічна та наукова ілюстраторка. Вважається однією з перших американських художниць. 

## Життєпис
Орра Вайт Гічкок була дочкою Джаріба Вайта, фермера з Амгерста, штат Массачусетс. У школі вона досягла успіхів у науках, мистецтві, латині та грецькій мові. У 17 років стала асистенткою викладача мистецтва, картографії та астрономії в Академії Дірфілда. У 1821 році вступила в шлюб з Едвардом Гічкоком, директором школи. 
Супроводжувала чоловіка в його наукових експедиціях та ілюструвала багато його робіт. Орра Вайт Гічкок присвятила себе ботаніці, де її навички малювання були дуже корисними.
У шлюбі народила восьмеро дітей, двоє з яких, Едвард Гічкок (молодший) (1828—1911) і Чарлз Генрі Гічкок (1836—1919), також досягли наукової слави, а наймолодша дочка Емілі Гічкок Террі стала відомою ботанічною ілюстраторкою.

## Вебпосилання
- Едвард і Орра Гічкок, Archival Estate English.